# Tetrathyrus
Tetrathyrus är ett släkte av kräftdjur. Tetrathyrus ingår i familjen Platyscelidae.
Kladogram enligt Catalogue of Life:
| Tetrathyrus | \| \| Tetrathyrus arafurae \| \| \| \| \| \| Tetrathyrus forcipatus \| \| \| \| |
|             | \| \| Tetrathyrus arafurae \| \| \| \| \| \| Tetrathyrus forcipatus \| \| \| \| |
|             | Amphithyrus                                                                     |
|             |                                                                                 |
|             | Hemityphis                                                                      |
|             |                                                                                 |
|             | Paratyphis                                                                      |
|             |                                                                                 |
|             | Platyscelus                                                                     |
|             |                                                                                 |
|             | Tetrathyrus arafurae                                                            |
|             |                                                                                 |
|             | Tetrathyrus forcipatus                                                          |
|             |                                                                                 |

|  | Tetrathyrus arafurae   |
|  |                        |
|  | Tetrathyrus forcipatus |
|  |                        |